# Johann von Chlumecký
Johann von Chlumecký, född 1834, död 1924, var en österrikisk friherre och politiker.
Von Chlumecký blev medlem av den mähriska lantdagen 1865, där han anslöt sig till den författningstrogna centern. 1870 invaldes han i den österrikiska representantkammaren, där han 1870-1879 tillsammans med Josef Lasser von Zollheim ledde den moderata agrarvänstern. Han var 1871-1875 jordbruks- och 1875-1879 handelsminister. Från 1880 var von Chlumecký en av den konsoliderade vänsterns ("författningspartiet"s) ledare i kammaren. Han var 1885-1893 kammarens vicepresident och 1893-1897 dess president. 1889 blev han friherre och 1897 medlem för livstiden av det österrikiska herrehuset.